# Живучест
Живучест – способност на техническо устройство, съоръжение, средства или системи да изпълняват своите основни функции, независимо от получените повреди.
Например, под живучест на плавателен съд може да се разбира неговата способност да остава на вода и да не губи устойчивост в случай на наводняване на един или няколко отсека, заради получени повреди на корпуса.
|  | Тази страница частично или изцяло представлява превод на страницата „Живучесть“ в Уикипедия на руски. Оригиналният текст, както и този превод, са защитени от Лиценза „Криейтив Комънс – Признание – Споделяне на споделеното“, а за съдържание, създадено преди юни 2009 година – от Лиценза за свободна документация на ГНУ. Прегледайте историята на редакциите на оригиналната страница, както и на преводната страница, за да видите списъка на съавторите. ВАЖНО: Този шаблон се отнася единствено до авторските права върху съдържанието на статията. Добавянето му не отменя изискването да се посочват конкретни източници на твърденията, които да бъдат благонадеждни. |